# Karate-Weltmeisterschaften 1972
Die zweiten Karate-Weltmeisterschaften wurden am 21. und 22. April 1972 im Stade Pierre de Coubertin in der französischen Hauptstadt Paris ausgetragen.

## Wettbewerbe und Medaillen
| Disziplin    | Gold                 | Silber        | Bronze                 |
| ------------ | -------------------- | ------------- | ---------------------- |
| Einzel Ippon | Luiz Tasuke Watanabe | Billy Higgins | Ištvan Šipter          |
| Einzel Ippon | Luiz Tasuke Watanabe | Billy Higgins | Guy Sauvin             |
| Team         | Frankreich           | Italien       | Vereinigtes Königreich |
| Team         | Frankreich           | Italien       | Singapur               |

## Medaillenspiegel
| Rang  | Land                   | Gold | Silber | Bronze | Gesamt |
| ----- | ---------------------- | ---- | ------ | ------ | ------ |
| 1     | Frankreich             | 1    | 0      | 1      | 2      |
| 2     | Brasilien              | 1    | 0      | 0      | 1      |
| 3     | Vereinigtes Königreich | 0    | 1      | 1      | 2      |
| 4     | Italien                | 0    | 1      | 0      | 1      |
| 5     | Jugoslawien            | 0    | 0      | 1      | 1      |
| 5     | Singapur               | 0    | 0      | 1      | 1      |
| Total | Total                  | 2    | 2      | 4      | 8      |